# 大気の窓

様々な波長域の電磁波の透過率を示す図。不透明度の値が低い波長が大気の窓。

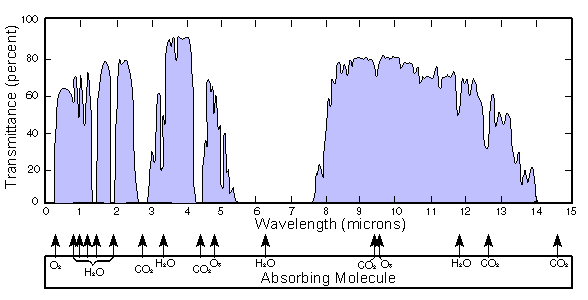
近赤外線(NIR)から長波長赤外線(LWIR)の波長域の透過率。主な大気分子の吸収帯も注記されている。

大気の窓（たいきのまど、英: atmospheric window）とは、電磁放射（電磁波）について、地球の大気による吸収や散乱の影響が小さく透過率が高い波長域（周波数帯）のこと。大気の窓領域、窓領域とも呼ばれる。
宇宙空間にある人工衛星による地球の観測、反対に地上からの天体観測に使用される。また、電波領域の窓は衛星通信に使用される。

## 概要
赤外線領域では 8 µm（マイクロメートル） - 12 µm 付近にほぼ連続した大気の窓がある。この波長域は地球放射と重なり、地球観測に使用される。可視光線領域では 350 nm（ナノメートル）（0.35 µm） - 1 µm 付近にほぼ連続した大気の窓があり、可視光の窓ともいう。また、電波領域では 1 mm - 30 m 付近（周波数では 10 MHz（メガヘルツ） - 300 GHz（ギガヘルツ）付近）にほぼ連続した大気の窓があり、電波の窓ともいう。
波長ごとの透過率の連続グラフ（スペクトル図）を細かく見ていくと、窓領域の両側には透過率が急変化するshoulder（肩（仮訳））、また部分的な吸収によって透過率のピークが低いdirty window（くすんだ窓（仮訳））とも呼ばれる部分が見い出せる。
連続グラフ上の透過率は、ベースラインとなる空気分子やエアロゾル粒子による散乱に、大気中のさまざまな気体分子による固有の吸収帯が付加される構成となっている。特に水蒸気や二酸化炭素は赤外線領域に多数の吸収帯をもつ。透過率は常に一定ではなく、特に水蒸気の吸収帯にかかる部分は天候・季節・高度により濃度が変動するため容易に20%程度上下する。オゾンも主に天候によって、二酸化炭素は主に季節によって、それぞれ変動がある。一方、酸素、メタン、一酸化炭素、亜酸化窒素なども赤外線領域に吸収帯をもつが変動は小さい。散乱も大気汚染によるエアロゾル粒子の増加によって増加する。波長が短いほど大きく影響し、エアロゾルが多いとき可視光領域はdirty windowとなる。

## 地球観測
衛星による地球観測やリモートセンシングで使用するセンサのうち、よく使用される赤外線やマイクロ波は、陸の地表や海洋、大気、雲からの熱放射（地球放射）および太陽放射にあたり、可視光線は太陽放射の直達と地球による反射・吸収を反映した応答となる。基本的に、雲がない時は地表面、雲がある時は雲頂からの放射を観測していることになる。
例えば日本の気象衛星であるひまわり8号の可視赤外放射計(AHI)の場合、計16あるバンドのうち、バンド7（中心波長:3.9 µm）、バンド11（8.6 µm）、バンド13（10.4 µm）、バンド14（11.2 µm）、バンド15（12.4 µm）が大気の窓にあたり、雲、霧や海面水温、火災などの観測に活用される。一方、二酸化硫黄による吸収の影響も受けるバンド11（8.6 µm）、オゾンによる吸収の影響を受けるバンド12（9.6 µm）はそれぞれその観測にも活用される（各バンドの詳細は該当節参照）。
アメリカの気象衛星GOES-16のABIの場合、計16あるバンドのうち、バンド7（中心波長:3.90 µm）、バンド13（10.35 µm）、バンド14（11.2 µm）などが大気の窓にあたる。特にバンド13（10.35 µm）は昼夜を問わず雲の観測ができる画像として活用されている。また、バンド3（0.865 µm）は窓領域ではないものの、大気の中層から上層の低温の水蒸気や液体・固体の水による吸収を反映するため、大気上層の乾燥を示すものとして活用される。

## 衛星通信
通信衛星による衛星通信には、電波の窓にあたる 1 - 10 GHz の周波数帯の電磁波が使用される。雑音が少ないためこの帯域が通信に適しているとされる一方で、通信容量が増大し、より高い10 GHz以上の帯域も使用されるようになっている。

## 宇宙観測
地上の天体望遠鏡の天体観測において、観測できる電磁波は大気の窓領域のものに限られる。
特に赤外線では、観測できるのは1 - 3 µm程度の近赤外線にほぼ限られ、遠赤外線は観測ができない。赤外線天文学では、不連続に分布する近赤外線付近の大気の窓の波長域に略称をつけている。波長が短い方からz, J, H, K（Ksの場合がある）, L, M, N, Qで、測光システムもこれに対応している。それでも地上まで届くのは近赤外線の一部の波長域であり、赤外線観測は主に宇宙から行われる。